# Glengarry Lodge

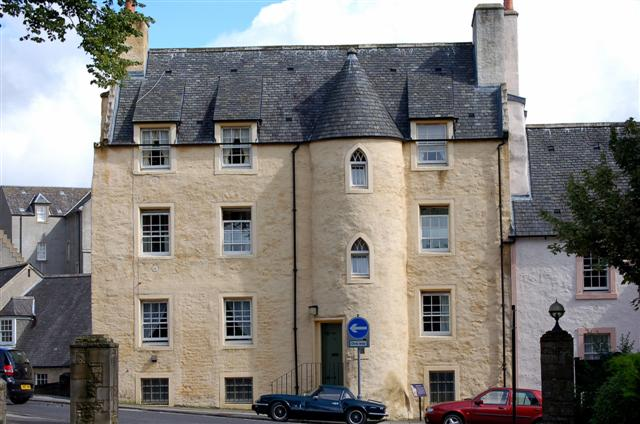
Glengarry Lodge

Die Glengarry Lodge ist ein Wohngebäude in der schottischen Stadt Stirling in der gleichnamigen Council Area. 1965 wurde das Bauwerk in die schottischen Denkmallisten in der höchsten Denkmalkategorie A aufgenommen.

## Beschreibung
Das Gebäude wurde im Laufe des 17. Jahrhunderts errichtet. 1959 wurde eine umfassende Restaurierung vorgenommen, in deren Zuge die Glengarry Lodge auch erweitert wurde. Sie steht zwischen Spittal Street und Baker Street ein kurzes Stück südöstlich der Church of the Holy Rude und Stirling Castle. Gegenüber befindet sich das Stirling Highland Hotel.
In einen Hang gebaut, ist die Glengarry Lodge entlang der Spittal Street drei- und entlang der Baker Street vierstöckig. An der Hauptfassade entlang der Spittal Street tritt ein Treppenturm mit schlichten Spitzbogenfenstern und abschließendem Kegeldach halbrund heraus. Aus dem Dach treten Schleppdachlukarnen heraus. Die Giebelabschlüsse sind als schlichte Staffelgiebel ausgeführt.
An der Fassade entlang der Baker Street tritt rechts der 1959 hinzugefügte Anbau heraus. Dort sind ebenerdig zwei Rundbogenfenster und im Giebel ein Drillingsfenster verbaut. Der alte Gebäudeteil ist schlicht mit weitgehend unregelmäßiger Fensteranordnung und Satteldachlukarnen gestaltet.